# Сулковский, Максимилиан
Князь Максимилиан (Максимилан Ян Людвик) Сулковский (6 апреля 1816, Бельско-Бяла — 6 октября 1848, Вена) — польский аристократ из рода Сулковских герба «Сулима». Младший (третий) сын Яна Непомуцена Сулковского (1777—1832), 5-го ордината на Бельско-Бяле (1812—1832), и баронессы Людвики фон Лариш и Гросс-Нимсдорф (1786—1848). Старший брат — князь Людвик Ян Непомуцен Сулковский (1814—1879), 6-й ординат на Бельско-Бяле (1832—1849). Владелец имений Слупна и Бжезинка.

## Детство и юность
Детство провел со своим старшим братом в родовом замке князей Сулковских в Бельско-Бяле, где был воспитан в польском духе. Первоначально с 1824 года учился в гимназии в Бельско-Бяле (в это время его отец Ян Непомуцен Сулковский был арестован австрийскими властями и заключен в тюрьму за пронаполеоновскую деятельность, лишен титулов и права на имущество). Затем продолжил образование в гимназии в Бохне, где учился в среде молодежи из польских аристократических семей. Австрийские власти и тетка Юлианна Меттерих из дома Сулковских (1776—1839), пытавшиеся воспитать братьев Людвика и Максимилиана в немецком духе, записали их в гимназию в Цешине. Осенью 1829 года при поддержке своего дяди и опекуна Карла Лариша (1788—1869) и австрийских властей Максимилиан Сулковский был записан в Инженерную Академию в Вене. В середине 1832 года Максимилиан был исключен из университета за нападение с ножом на педагога и попытки самоубийства. Без сомнения, непосредственным поводом для такого поведения стала семейная ситуация, в 1831 году его отец был заключен в темницу в крепости Терезин, где умер в ноябре 1832 года). В 1838 году Максимилиан был объявлен совершеннолетним, после чего его старший брат доверил ему на время управлением Бельской ординацией.

## Военная служба
С 1833 года Максимилиан Сулковский служи в австрийской армии. В 1835—1836 годах он был кадетом в 5-м Чешском полку шеволежеров имени Андреаса фон Шнеллера, штаб полка находился в Осиеке (Хорватия). В 1836 году Максимилиан Сулковский уволился с военной службы и уехал из Австрии во Францию, где 27 мая в Марселе записался в иностранный легион как фузилёр с контрактом на три года. Через короткий срок он отказался вступать в бой в Испании и 8 августа 1836 года был уволен со службы. Не исключено, что в начале 1840-х годов, находясь в Республике Новая Гранада, он принимал участие в местном восстании или в войне за так называемые Шомбургкие линии между Венесуэлой и Британской Гвианой. С 1848 года принимал активное участие в событиях «Весны Народов».

## Путешественник

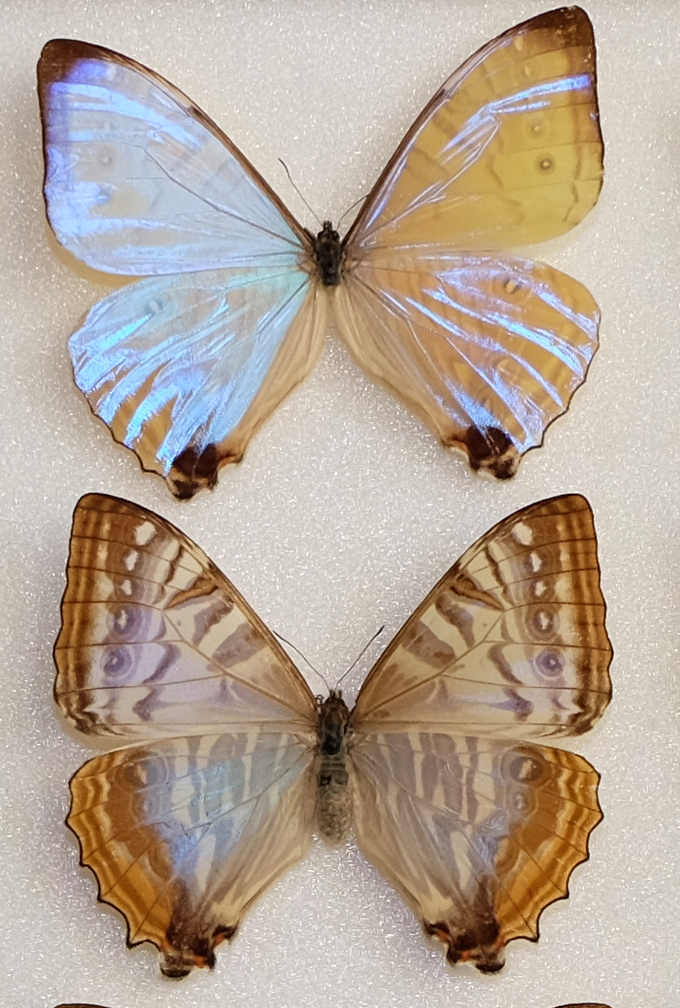
Морфо Сулковского

В 1839 году мать выделила Максимилиану постоянную денежную сумму, что позволило ему реализовать некоторые свои планы. В 1841—1843 годах князь посетил Венесуэлу и Новую Гранаду (Колумбия). В ходе поездки он занимался поисками редких и неизвестных образцов природы, особенно, насекомых, птиц, млекопитающих и рептилий, которых привел с собой в Европу. В Музее Естественной Истории в Вене и сейчас хранится коллекция, привезенная Максимилианом Сулковским из Южной Америки.

## Революционер

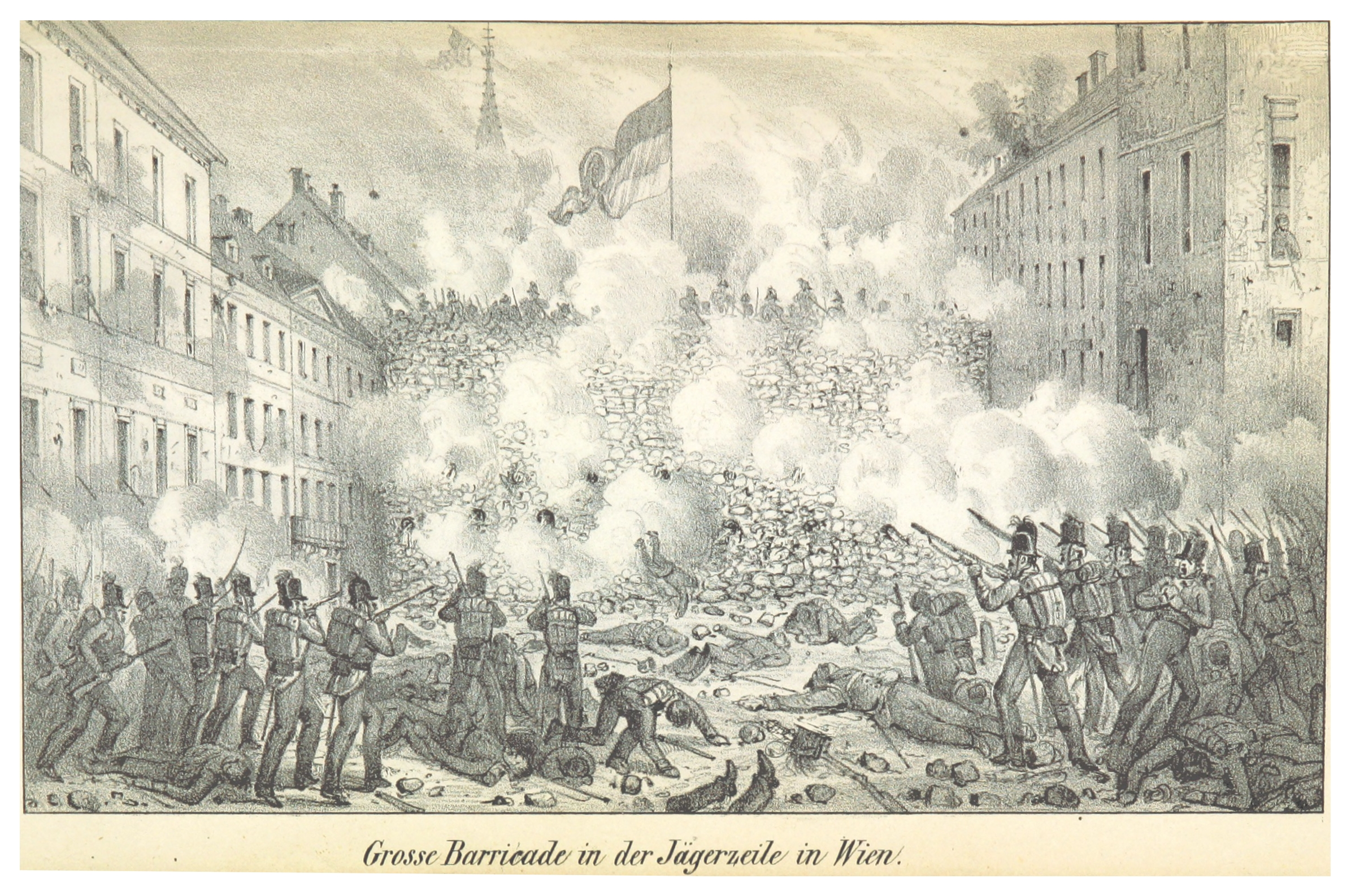
Революционный октябрь 1848 года на улицах Вены

С начала 1848 года Максимилиан Сулковский был вовлечен в события «Весны Народов». С 28 января он находился в Вене, которую покинул 6 марта, уехав в Слупну после получения известия о смерти матери. После её похорон (9 марта) он остался в имении на реке Пшемка, где организовал отряд добровольцев для участия в Краковском восстании. В его имение стали прибывать беженцы из Галиции и эмигранты из Франции. Максимилиан стал посредником в поставках оружия из Вроцлава в Краков. После подавления австрийцами Краковского восстания (26 апреля 1848) и самоубийства в Слупне одной из подчиненных, Августы Стружины (9 мая 1848) прусские власти приказали удалить из имения князя всех польских эмигрантов, урожая ему арестом. Тогда Максимилиан Сулковский отправился в Вену, где вступил в Национальную гвардию. В июне австрийская полиция признала его опасным представителем аристократии. 6 октября 1848 года Максимилиан Сулковский возглавил один из отрядов восставших горожан, попытавшихся взять Арсенал. В результате боя с правительственными силами он погиб от артиллерийского взрыва. Через три дня Максимилиан был похоронен на кладбище Хайлигенштедтер в Вене.

## Личная жизнь
Максимилиан Сулковский в Новой Гранаде женился на креолке Филиппе Реаньо (ок. 1824, Новая Гранада — 15 августа 1844, Вена). У супругов был один сын: Филипп Максимилиан Сулковский (30 августа 1842, Вена — 4 июня 1850, Слупна).